# Air Productions
 (juin 2024).
Pour les articles homonymes, voir Air (homonymie).
Banijay Production Média (anciennement Air Productions) est une société de production de télévision française créée par l'animateur Nagui (Nagui Fam) en janvier 1993 et dont les locaux sont situés à La Plaine Saint-Denis ; il explique en 2013 que le nom de sa société vient de l'expression « Air guitar ». Depuis octobre 2008, la société fait partie du groupe de Stéphane Courbit, Banijay,.

## Histoire
En 1993, Nagui fonde Air Productions, une société de production installée à La Plaine Saint-Denis, et lance sur la chaîne France 2 une émission musicale, Taratata, où il reçoit des artistes jouant leurs morceaux en public.
En octobre 2008, Banijay Group prend une participation majoritaire dans la société Air Productions.
Depuis 2015, France Télévisions commande, directement ou indirectement, aux alentours de 30 millions d’euros d’émissions à la société,.
Le 9 avril 2018, elle prend le nom de Banijay Production Média mais le nom Air Productions est toujours utilisé.

## Programmes
Parmi les émissions qui ont été ou sont produites par Air Productions / Banijay Production Média figurent :
- Taratata (1993-1997 pour France 2 puis à partir de 2005 sur France 4 et France 2)
- Ovations (1993 pour France 2)
- N'oubliez pas votre brosse à dents (1994-1996 pour France 2)
- Miroir, mon beau miroir (1995-1996 pour France 2)
- Cocktail (1996 pour France 2)
- L'Appel de la couette (1996-1997 pour TF1)
- Vous ne rêvez pas ! (1996-1997 pour TF1)
- Tous en Jeu (1996 pour TF1)
- Ophélie Show animée par Ophélie Winter (1997 pour M6)
- Rire en toutes lettres (1997 pour TF1)
- T'as la marque du maillot ? (1997 pour TF1)
- La Soirée d'Enfer (1998 pour TF1)
- Fête l’amour (1998 pour France 2)
- L’hymne à Piaf animée par Georges Moustaki (1998 pour France 2)
- Ophélie de folie (1998 pour France 2)
- Y’a quoi la télé ? animée par Thierry Beccaro (1998 pour France 2)
- Le monde est merveilleux animée par Antoine (1998 pour France 2)
- De Starmania à Notre Dame de Paris (1999 pour France 2)
- Les Bêtises de Monsieur Pierre animée par Pierre Bellemare (1999 pour France 3)
- Béart, ma vérité (1999 pour France 3)
- Le journal du jour (1999-2000 pour Canal+)
- Non fallait pas l’inviter (1999-2000 pour Canal+)
- Avant moi j’croyais (1999 pour Canal+)
- Zidane par Zinédine (1999 pour Canal+)
- Marseille fait son cinéma (1999 pour Canal+)
- Le menace Star Wars (1999 pour Canal+)
- Le cinéma de James Cameron (1999 pour Canal+)
- Un siècle de bonne humeur (2000 pour TF1)
- Mes pires potes (2000-2001 pour Canal+)
- Tutti Frutti (2001 pour France 2)
- Les 20 ans de la fête de la musique présentée par Chris et Raphaël Mezrahi (2001 pour France 3)
- Ombre & Lumière animée par Philippe Labro (2001-2006 pour France 3)
- L’avis de tous présenté par Philippe Dana (2001-2002 pour CineCinemas)
- Maradona par Diego (2001 pour Canal+)
- Le Numéro gagnant (2001-2002 pour France 2)
- Encore plus de bonne humeur (2001 pour France 3)
- En route pour l’Eurovision animée par Dave et Ariane Massenet (2002 pour France 3)
- Le cœur de la musique (2002 pour France 5)
- Slap (2002 pour France 2)
- Maurad contre le reste du monde animée par Maurad (2002-2003 pour Canal+)
- Légende animée par Philippe Labro (2003-2006 pour France 3)
- La Bande originale de ma vie (2003-2004 pour Paris Première)
- A la vitesse de Jenifer (2003 pour Paris Première)
- Un prince au Parc (2003 pour Planète)
- Vincent, Keren Ann, Bénabar ... (2003 pour Paris Première)
- Prix CONSTANTIN (2003-2004 pour France 2)
- Le Coffre (2004 pour France 2)
- NRJ, le succès à tout prix (2004 pour Planète)
- M comme Matthieu (2004 pour Canal+)
- Dave, le doux voyage (2004 pour France 5)
- Dalida, une femme dévoilée (2004 pour France 5)
- Encore plus libre (2004-2005 pour France 2)
- La folie des Francos (2004 pour Paris Première)
- Ça va être votre fête (2004-2005 pour France 2)
- TOTAL RESPECT (2005 pour Canal+)
- Intervilles en coproduction avec Mistral production, animée par Nagui, Patrice Laffont, Nathalie Simon et Philippe Corti (2005 pour France 2)
- Tout le monde veut prendre sa place (en coproduction avec Effervescence de 2006 à 2021 pour France 2)
- Y'en aura pour tout le monde ! (2006 pour France 2)
- Un an avec Miss France (2006 pour France 3)
- Victoires de la musique (2007-2010 pour France 2)
- Le Palmarès de la chanson (2007 pour France 2)
- La Part du lion (2007 pour France 2)
- Music & Life (2007-2008 pour TF6)
- N'oubliez pas les paroles ! animée par Nagui puis par Patrick Sabatier, qui lui restera très peu de temps, à la suite d'un arrêt de cette émission. Nagui reprendra ensuite son émission (depuis 2007 pour France 2)
- La Minute de Trop animée par Emmanuel Levy et Marc Michaud (2008 pour Virgin 17)
- La Liste gagnante (2009 pour France 3) présenté par  Patrice Laffont
- En toutes lettres (2009-2011) pour France 2) en coproduction avec la Concepteria  présenté par Julien Courbet
- La folle histoire du rock français (2010 pour France 3)
- Lescure : tôt ou tard (2010-2011 pour Paris Première) animée par Pierre Lescure
- Chéri(e), fais les valises ! (2011 pour France 2)
- Que le meilleur gagne (2012-2015, en coproduction avec FremantleMedia)
- La fête de la musique : 30 ans de succès (2012 pour France 2)
- Volte-face (2012 pour France 2)
- Générations en folie (2013 pour France 2)
- Le Cube (2013 pour France 2)
- Dans la peau d'un chef (2013-2016 pour France 2)
- 3 femmes en colère (2014 pour France 2)
- Previously (2014 pour OCS)
- Tout le monde joue (depuis 2015 pour France 2)
- Pop Show (2015-2020 pour France 2)
- Trouvez l'intrus (2016-2022 pour France 3) présenté par Églantine Éméyé
- Tout le monde a son mot à dire (depuis 2017 pour France 2)
- Seul contre tous (2018 pour France 2)
- Planète Polar : le Los Angeles de Connelly (2019 pour France 5)
- Didier face à Deschamps (2019 pour TF1)
- L'École de la vie (depuis 2021 pour France 2)
- Le Club des invincibles (depuis 2021 pour France 2) lancé créé par Nagui et Aurélien Lipiansky (Tooco)
- Chacun son tour (depuis 2021 pour France 2) présente par Bruno Guillon créé et produit par Nagui en coproduction avec Endemol France
- The Artist (2021 pour France 2)
- MasterChef (2022) pour France 2 en coproduction avec Endemol France
- Les Disparus de la Forêt-Noire (2023 pour TF1)
- Votre vie en jeuX (depuis 2023 pour France 2)
- 100 % France (2023 pour France 2) présenté par Bruno Guillon
- L'anniversaire secret (depuis 2023 pour France 3)
- Qui restera dans la lumière ? (2024 pour France 2) présenté par Bruno Guillon
- Les Bravos d'or (2025 pour France 2)